# Swiss Global Air Lines
Swiss Global Air Lines (bis Februar 2015 Swiss European Air Lines) war eine Schweizer Fluggesellschaft mit Hauptquartier und Drehkreuz auf dem Flughafen Zürich (rechtlicher Sitz in Basel). Sie war eine Tochtergesellschaft der Swiss International Air Lines, für die sie im Wet-Lease Flüge durchgeführt hat und bis zu ihrer Auflösung Mitglied der Luftfahrtallianz Star Alliance war.

## Geschichte

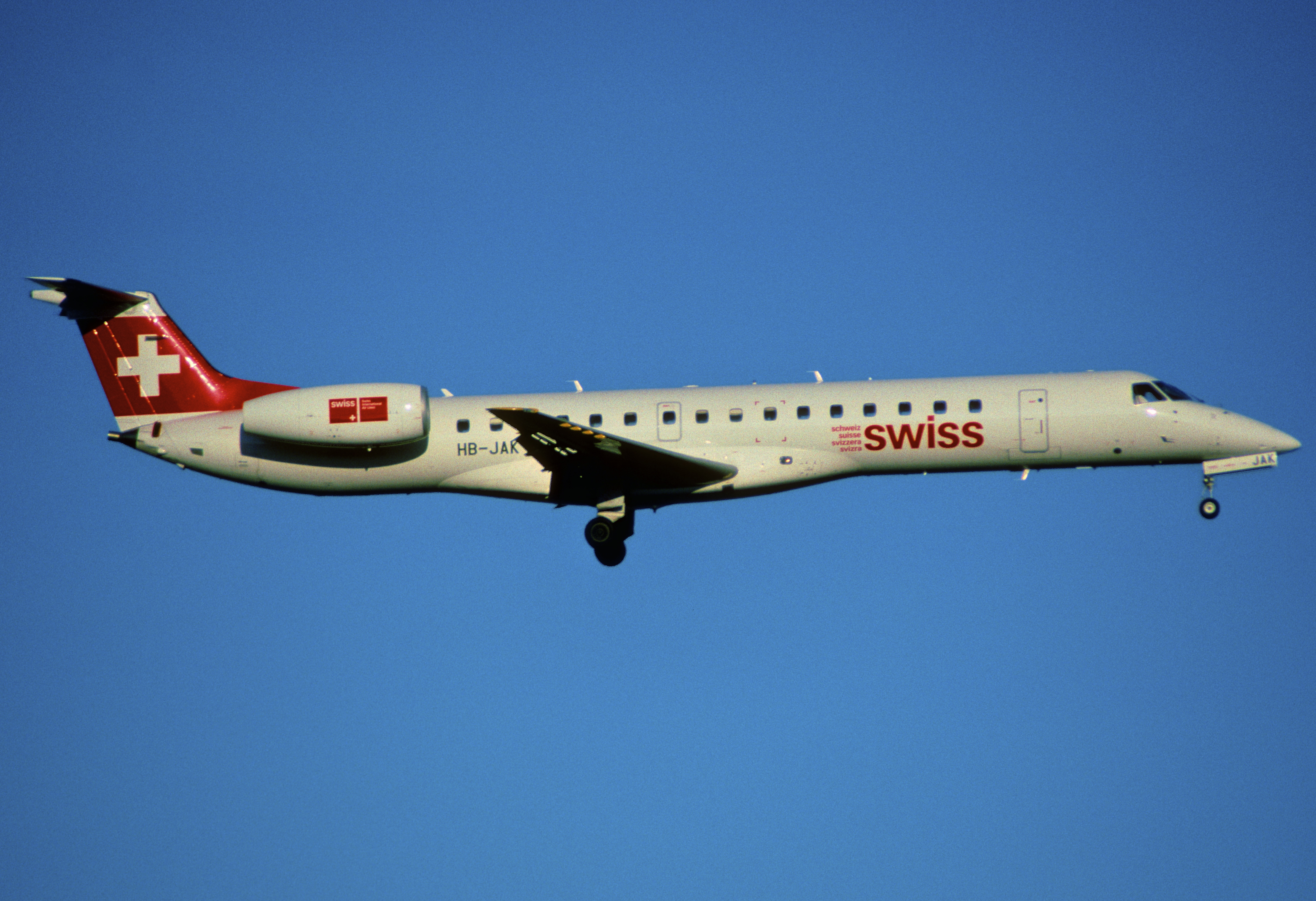
Embraer ERJ 145 der Swiss European Air Lines im Jahr 2003

### Gründung und erste Jahre
Im Mai 2003 plante die Swiss, ihre Regionalflotte in eine neue Tochtergesellschaft namens Swiss Express auszugliedern, um im Konkurrenzkampf mit den Billigfluggesellschaften mithalten zu können. Da diese Idee jedoch auf grossen Widerstand stiess, verzichtete man schliesslich auf die Gründung der Swiss Express.
Nachdem im März 2005 die Übernahme der Swiss durch die Deutsche Lufthansa AG beschlossen worden war, teilte die Führung der Swiss im Oktober 2005 mit, dass die Regionalflotte, die zu diesem Zeitpunkt aus acht Embraer ERJ 145 und 18 Avro RJ100 bestand, in eine neue Gesellschaft namens Swiss European Air Lines ausgelagert werden soll. Diese Tochtergesellschaft erhielt ihre Betriebsgenehmigung schliesslich zum Winterflugplan 2005 und konnte am 1. November 2005 mit zwei gleichzeitig startenden Flügen auf der Strecke Zürich-Kloten–Genf-Cointrin vv. den Betrieb aufnehmen. Die Redewendung „vice versa“ (dt. und umgekehrt), in den drei romanischen Landessprachen gebräuchlicher, wurde in der Streckenbezeichnung in abgekürzter Form bewusst gewählt, um die Gleichwertigkeit der Landesteile – und speziell der beiden Heimatflughäfen – zu unterstreichen.
Zwischen Anfang 2008 und Frühjahr 2009 betrieb Swiss European Air Lines ergänzend auch die Geschäftsreiseflugzeuge der Lufthansa Private Jet. Zwischenzeitlich ist jedoch die Schwestergesellschaft Swiss Private Aviation für diese Flüge zuständig.

### Neue Flugzeuge
Im Sommer 2006 wurden die Embraer ERJ 145 ausser Dienst gestellt, während im Sommer 2007 die Avro RJ85 ausgeflottet wurden. Im März 2009 bestellte die Lufthansa 30 Bombardier CS100, die ab Mitte 2015 an Swiss Global Air Lines hätten ausgeliefert werden sollen, um die Avro RJ100 zu ersetzen. Später wurde dieser Termin auf Mai 2016 verschoben.
Zum 3. Februar 2015 wurde Swiss European Air Lines in Swiss Global Air Lines umbenannt, um den zukünftigen weiter gefassten Aufgabenbereichen gerecht zu werden. Zeitgleich wurde bestätigt, dass die Gesellschaft zukünftig auch Langstreckenflüge mit den seit Januar 2016 zulaufenden Boeing 777-300ER für die Mutter Swiss durchführt.
Im Juni 2015 wurden an der Pariser Luftfahrtschau von den 30 bestellten Bombardier CS100 zehn in die grössere Bombardier CS300 geändert. Die weltweit erste ausgelieferte CS100 (Kennzeichen HB-JBA) landete am 1. Juli 2016 am Flughafen Zürich. Seit dem 15. Juli 2016 wurde sie regulär im Linienbetrieb eingesetzt und wurde zuerst auf Flügen nach Manchester, Nizza, Paris, Prag und Warschau eingesetzt. Weitere acht CSeries sollten im Jahr 2016 noch geliefert werden, 2017 zehn und die letzten 11 im Jahr 2018. Im Frühling 2017 wurde die Aufteilung der bestellten Bombardiers auf zehn CS100 und 20 CS300 geändert.

### Auflösung und Eingliederung in die Swiss
Gegen Ende 2017 wurde bekannt, dass die Swiss Global Air Lines per 1. April 2018 in die Muttergesellschaft Swiss eingegliedert werden soll. Hierbei wurde ein neuer Gesamtarbeitsvertrag für alle Piloten der Swiss ausgehandelt, um einerseits einheitliche Arbeitsverträge für alle Piloten, andererseits Kostenersparnisse bei der Verwaltung und Administration zu erzielen.

## Flugziele
Swiss Global Air Lines führte – bis zu ihrer Auflösung – im Namen und Markenauftritt der Muttergesellschaft Swiss Regional- und Zubringerflüge zu nationalen und europäischen Zielen in deren Streckennetz durch, darunter beispielsweise zum London City Airport und nach München. Des Weiteren wurden auch Langstreckenflüge mit der Boeing 777-300ER durchgeführt.

## Flotte

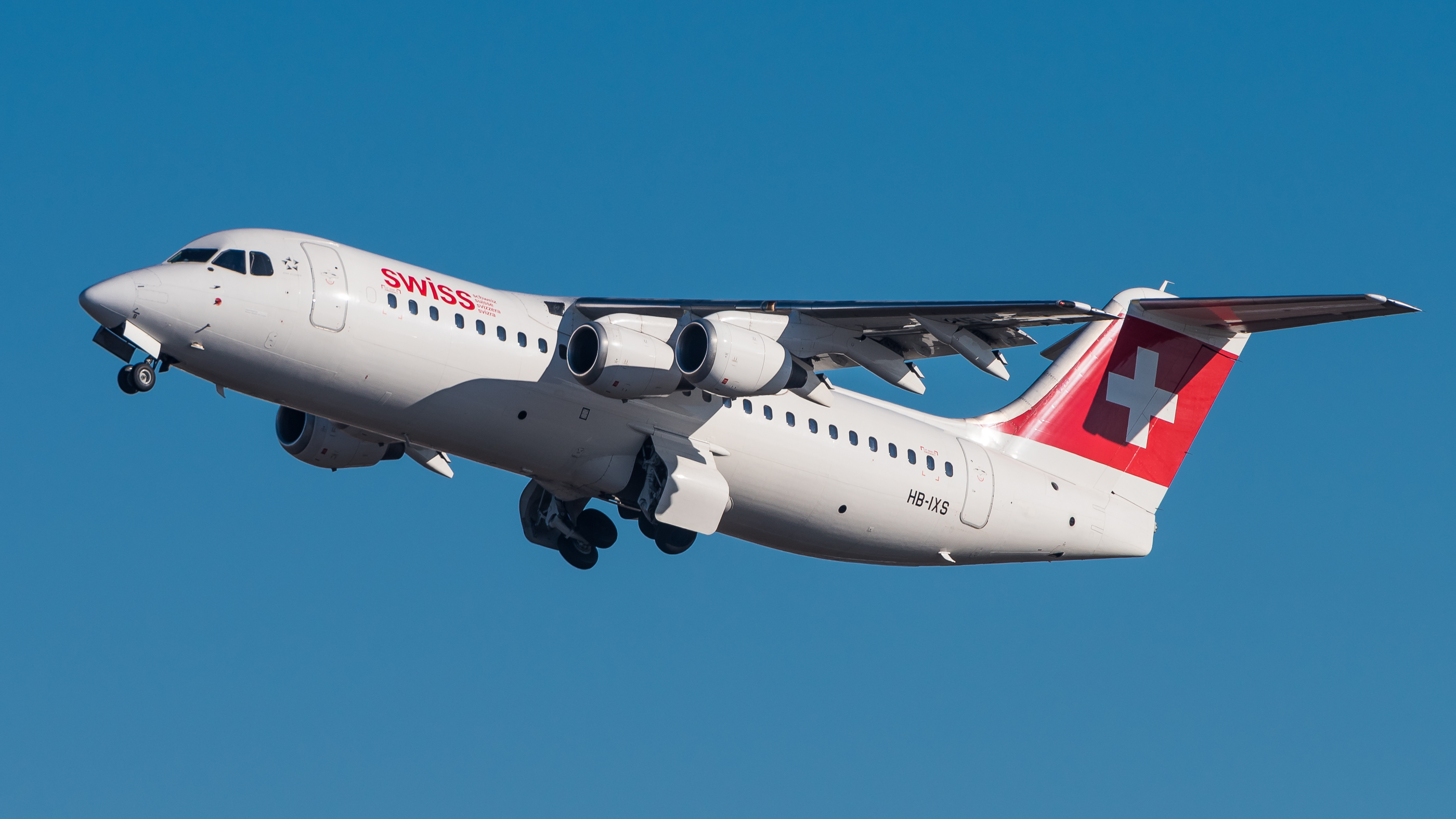
Avro RJ100 der Swiss Global Air Lines

### Letzte aktive Flotte (Stand April 2018)
Bis zu ihrer Auflösung im April 2018 bestand die Flotte der Swiss Global Air Lines aus 20 Flugzeugen mit einem Durchschnittsalter von einem Jahr, welche im Wet-Lease für Swiss betrieben wurden:
Mit der Auflösung wurden sämtliche Flugzeuge (inklusive Bestellungen) in das Eigentum der Muttergesellschaft Swiss übertragen.
| Flugzeugtyp      | Anzahl | bestellt | Anmerkungen                                                              | Sitzplätze (First/Business/Eco) |
| ---------------- | ------ | -------- | ------------------------------------------------------------------------ | ------------------------------- |
| Boeing 777-300ER | 10     | -        |                                                                          | 340 (8/62/270)                  |
| Bombardier CS100 | 08     | 02       | erste Auslieferung am 1. Juli 2016; Swiss Global war Erstkunde der CS100 | 125 (-/16/109)                  |
| Bombardier CS300 | 07     | 13       | HB-JCA in Romandie-Sonderbemalung                                        | 145 (-/30/115)                  |
| Gesamt           | 25     | 15       |                                                                          |                                 |

### Ehemalige Flugzeugtypen
Zuvor setzte Swiss European Air Lines auch folgende Flugzeugtypen ein:
- Embraer-ERJ-145
- Avro RJ85
- Avro RJ100